# Abdon Pamich
Abdon Pamich, född 3 oktober 1933 i Fiume i Italien (dagens Rijeka i Kroatien), är en italiensk före detta friidrottare.
Pamich blev olympisk mästare på 50 kilometer gång vid olympiska sommarspelen 1964 i Tokyo.